# Pomer (Hiszpania)
Pomer – gmina w Hiszpanii, w prowincji Saragossa, w Aragonii, o powierzchni 33,11 km². W 2011 roku gmina liczyła 35 mieszkańców.